# Angelo Genovese
Angelo Genovese (Torre Annunziata, 5 agosto 1959) è un biologo e giornalista italiano.

## Biografia
Inizia a fare le prime esperienze lavorative verso la fine degli anni '70 come corrispondente de "l'Unità" e come redattore de "La Voce della Provincia" di Torre Annunziata.
Nel 1978 consegue presso la F.I.N. il brevetto di istruttore di nuoto.
Laureato con lode nel 1981 in Scienze Biologiche presso l'Università degli Studi di Napoli Federico II consegue il Dottorato di Ricerca in "Morfologia Comparata degli Animali Domestici".
Dal 1982 è iscritto all'Ordine Nazionale dei Giornalisti. Dal 1984 all'Ordine Nazionale dei Biologi.
Ricercatore di Anatomia Comparata Veterinaria e, successivamente di Zoologia, è professore di Zoologia e di Tutela ambientale presso l'Università degli Studi di Napoli Federico II.
È autore di un centinaio di pubblicazioni scientifiche su riviste internazionali, nazionali e atti di congressi.
Dal 1997 al 2003 è stato Membro del Consiglio di Amministrazione dello stesso Ateneo ricoprendo anche l'incarico di Presidente della Commissione Iniziative Culturali e Sociali degli studenti.
Dal 2017 ad oggi ha ricoperto nella Società dei Naturalisti in Napoli le cariche di Segretario, Tesoriere, Consigliere e Chief editor per le monografie.
È stato ed è Direttore Scientifico di diversi progetti di ricerca.

## Attivismo ambientalista
Proboviro regionale e responsabile della sezione “Foce Sarno” del WWF dal 1982 al 1987.
Nel 1986 fondò e diresse il periodico SOS Ambiente (D’Amelio editore)
Membro del direttivo regionale e del comitato scientifico campano della Lega per l’Ambiente, nel 1987, con i suoi studi, determinò, grazie al gruppo del PCI, il respingimento del Piano Regionale per lo smaltimento dei rifiuti che prevedeva discariche in tutta la Campania in luoghi che avrebbero causato danni irreversibili per il territorio e le acque di falda e, denunciando il monopolio della gestione dei rifiuti da parte della camorra. Da quella esperienza divenne responsabile regionale del settore rifiuti di Lega per l'Ambiente fino al 1991. In tale periodo fu il primo a produrre denunce sul business dei rifiuti che ha determinato la cosiddetta Terra dei Fuochi. In particolare, nel 1989 produsse, insieme a Legambiente della Campania e di Massa Carrara un dossier presso le Procure della Repubblica che riportava le stesse informazioni presenti nelle rivelazioni fatte otto anni dopo dal pentito Carmine Schiavone. Tra il 1992 e il 1993 trasferì documentazione alla Commissione Antimafia che produsse il primo documento sulle ecomafie.
Tra il 2007 e il 2010 partecipò ai moti popolari contro l’inceneritore di Acerra, l’accumulo di ecoballe a Giugliano in Campania, le discariche di Chiaiano e di Terzigno. Per le proteste nei comuni di Boscoreale, Boscotrecase e Terzigno nel 2010 ha subìto tre processi penali nei quali è stato sempre assolto.

## La ricerca zooarcheologica
Nel 1992 collaborò con Annamaria Ciarallo alla realizzazione del Laboratorio di Ricerche Applicate della Soprintendenza Archeologica di Pompei divenendo responsabile delle ricerche zooarcheologiche. Dopo numerose ricerche, tra il 1998 e il 2002, fu coautore, con le sue ricerche, della mostra Homo Faber, realizzata sotto l'alto Patrocinio della Presidenza della Repubblica, esposta a Napoli, Los Angeles, Monaco, Parigi, Tokyo, Kobe, Nagoya, Kagoshima e Shimane. Successivamente ha collaborato a diverse altre mostre tra cui Gli antichi ercolanesi, Un'eruzione vesuviana 4000 anni fa e ha prodotto decine di pubblicazioni su riviste e capitoli di libri in zooarcheologia relative all'area vesuviana e sulla filogenesi di animali domestici.